# Río Ashlyk
El río Ashlyk (del ruso: Ашлык) es un río del raión de Vagái del óblast de Tiumén, en Rusia. Es un afluente por la izquierda del río Vagái, que lo es del río Irtish, y éste a su vez del río Obi, a cuya cuenca hidrográfica pertenece. Discurre por la Llanura de Siberia Occidental.

## Geografía
Su curso tiene 221 km de longitud y su cuenca cubre 3 240 km². Nace a unos 74.5 m sobre el nivel del mar, en el extremo meridional del lago Máloye Óskino y desagua a varios lagos en sus primeros kilómetros (lagos Bertobak, Máloye Krúgloye, Shugalty, Sainkul) por la llanura pantanosa hacia el sur, por donde llega al lago Glubókoye (donde recibe por la derecha al Karagash, desde el lago del mismo nombre y los lagos Bolshoye Krúgloye y Bolshoye Pashaul) y gira al nordeste pasando por el lago Kámyshinskoye, tras el que recibe por la izquierda un río procedente del lago Kumagul, y llega al lago Yurminskoye (a cuya orilla se haya Yurmy) del que recibe las aguas por la izquierda. A continuación, y siguiendo la dirección general del suroeste al nordeste, pasa por Laimy, recibe por la derecha las aguas del Arajtei y por la izquierda las aguas del lago Zimnik, y en los siguientes kilómetros recibe pequeños arroyos de los cuales el más importante proviene por la derecha del lago Mezhostrovnoye. A continuación, mantiene la dirección hasta recibir al río Kop por la derecha (que desagua los lagos Vysokoye y Bolshói Kachir directamente, y, mediante afluentes, los lagos Ósinovoye, Sosnovoye, Mali y Bolshói Itkul, y Karasul) y girar al norte para pasar por Shíshkina, Ashlyk (donde recibe por la izquierda al río Minga), y Malye Kondany, donde gira al este, para pasar a continuación por Ptistkoye y Tómskaya, tras lo que recibe pequeños afluentes de los que el más importante por la derecha es el Lugovaya, pasa por Kopylova, Bushminá (donde recibe por la izquierda las aguas del arroyo desaguador de los lagos Dálneye Lebiazhe y Bolshoye Lebiazhe), Polina, tras lo que recibe por la derecha al pequeño afluente Yelán (con su subafluente Yazevka). Gira al nordeste y pasa por Pólino-Ashlyk para después trazar una curva al norte (sentido general de los meandros) para desembocar a 43 m de altura en el Vagái, 2.5 km al oeste de Yermakí, a 43 km de su desembocadura en el río Irtish en Vagái.

## Hidrometría
El caudal del Ashlyk ha sido observado durante 45 años (de 1954 à 1999) en Ashlyk, estación hidrométrica situada a 101 kilómetros de su confluencia con el río Vagái, a una altitud de 52.5 m
El caudal interanual medio observado en Ashlyk en ese periodo fue de 4.28 m³/s para una superficie de drenaje tomada en cuenta de 2 080 km², dos tercios del total de la cuenca del río. La lámina de agua de la cuenca alcanza así los 65 mm por año, lo que es superior a la medida en el Vagái y en la mayor parte de los ríos del sur de la llanura de Siberia Occidental.
Es alimentado por la fusión de las nieves principalmente, pero también por las lluvias de verano y otoño, por lo que es de régimen nivo-pluvial.
El periodo de aguas altas se desarrolla de abril a junio, lo que corresponde a la fusión de las nieves. Desde el mes de junio, el caudal baja fuertemente y esta bajada prodigue en julio. Después el caudal mensual se estabiliza hasta fin del otoño, con un pequeño repunte en octubre. A continuación baja de nuevo en noviembre-diciembre, lo que constituye el inicio del periodo de las aguas bajas, que tiene lugar de diciembre a marzo incluido y corresponde a los hielos del invierno que cubren toda la región.
El caudal mensual medio observado en marzo (mínimo de estiaje) es de 0.47 m³/s, lo que significa un 2,5 % del caudal medio del mes de mayo 19.3 m³/s), lo que muestra la amplitud elevada de las variaciones estacionales. Estas diferencias en el caudal mensual puede ser más marcado aún comparando años.
Entre los años se dan también fuertes disparidades. El caudal anual medio alcanzó los 17.31 m³/s en 1970, mientras que sólo fue de 0.38 m³/s en 1955.
| Caudal medio mensual del Ashlyk en la estación hidrológica de Ashlyk (Datos calculados en 45 años, 1954-99, en m³/s) |
| |